# Marienkirche (Zorbau)

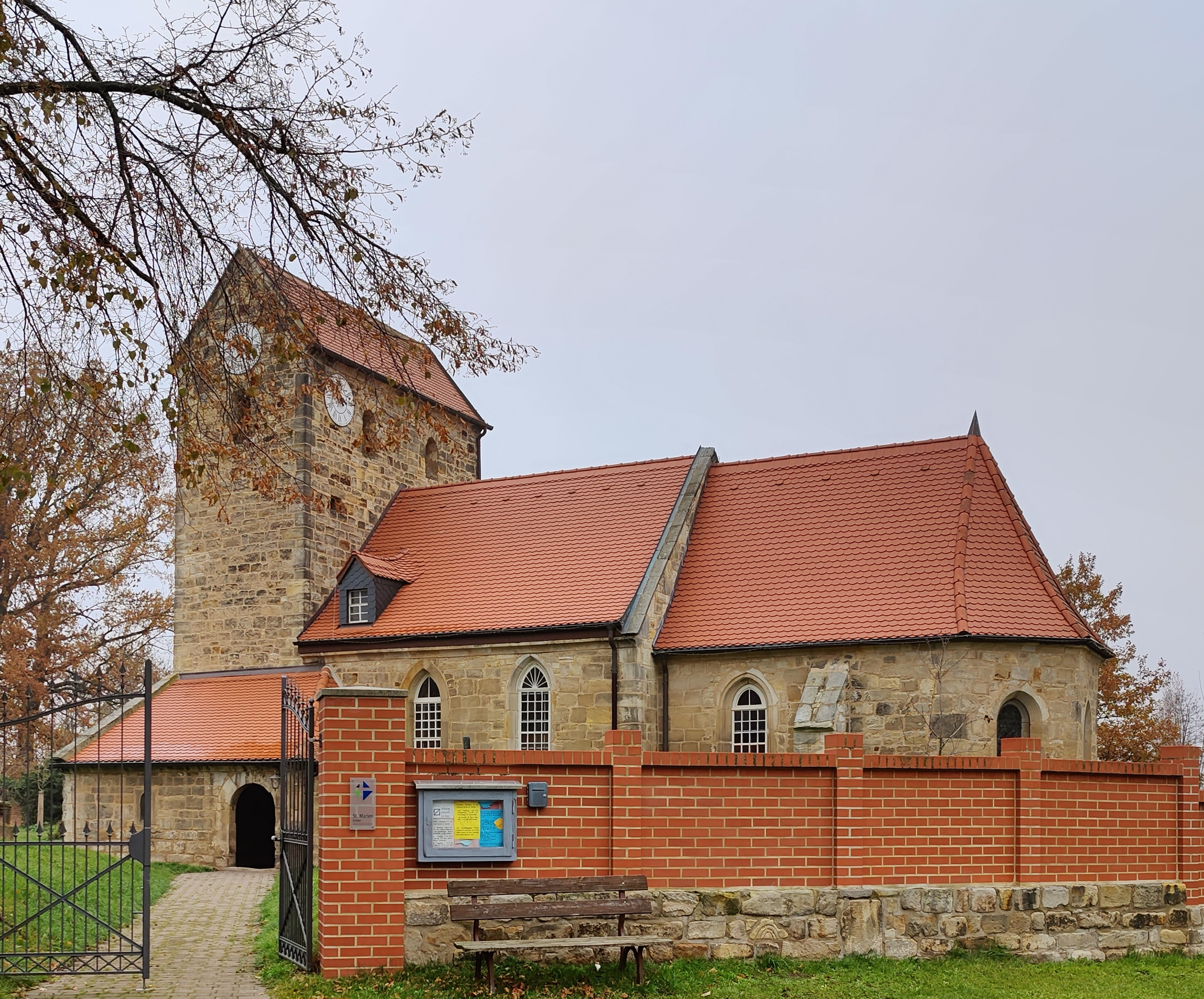
Die Marienkirche in Zorbau

Die Marienkirche in Zorbau ist eine der ältesten Kirchen im Burgenlandkreis in Sachsen-Anhalt. Sie gehört zum Pfarramt Weißenfels-Südost im Kirchenkreis Merseburg der Evangelischen Kirche in Mitteldeutschland.
Das heutige Bauwerk wurde um 1200 als romanischer Rechteckbau mit Querturm errichtet und später mit einem spätgotischen Chor erweitert. Die Kirche liegt am Eingang des Dorfes. Besonders im Sommer ist sie leicht zu übersehen, da vor ihr große Bäume stehen.

## Geschichte
Zorbau wird bereits im 11. Jahrhundert erwähnt. Uda, die Schwester des Pfalzgrafen Friedrich II. starb nach der Gosecker Klosterchronik 1088 „apud curtem suam Zurbavio“ (auf ihrem Gut in Zorbau) und wurde in Goseck begraben. Uda gilt als die Stifterin der Zorbauer Kirche.
Die Kirche wurde im Laufe der Jahre immer wieder verändert. In den verschiedenen Epochen geschah dies folgendermaßen:

### Romanik
Die Kirche ist im Ursprung eine romanische Wehrkirche. An der Westseite befindet sich der Turm, der von sechs Schalllöchern mit romanischen Rundbogen durchbrochen wird, von je zweien in den Breit- und einem in den Schmalseiten. Turm und Schiff sind aus einem Guss. Der Turm hatte vermutlich ein einfaches Ziegeldach. Es fällt auf, dass die Kirche aus sorgfältig behauenen Bruchsteinen gebaut wurde. Im Kirchenschiff waren auf der Süd- und Nordseite in Deckennähe zwei kleine Rundbogenfenster. Das Schiff und der Chor hatten im inneren flache Decken (Reste sind sichtbar im Turm unter der Orgel). Der Chor war und ist in der Breite des Grundrisses schmaler als das Schiff. Schiff und Chor werden durch einen Triumphbogen verbunden. Das Schiff hat einen fast quadratischen und der Chor einen rechteckigen Grundriss. Der Chor wurde, wie damals üblich, durch eine Apsis abgeschlossen. An der Westseite des Kirchenschiffes befanden sich zwei bogenförmige Durchgänge zum Turm, die sich heute noch gut erkennen lassen.

### Gotik
Der Chor wurde erweitert, etwa auf die doppelte Größe, und die Apsis durch einen trapezförmigen Abschluss mit drei gleich langen Seiten ersetzt. Jede Seite bekam ein Fenster. Als Material wurden unbehauene Bruchsteine verwendet. Der Chor wurde etwas erhöht und bekam ein Kreuzgewölbe. Um den Druck des Gewölbes abzufangen, wurden zwei Stützpfeiler angebaut. Der nördliche Durchgang zum Glockenturm wurde zugemauert und mit einer gotischen Tür versehen (wie z. B. auch in Nempitz). So entstand eine Kammer, die so genannte Nonnenkammer, deren Funktion unbekannt ist. Auf der Südseite wurden zwei romanische Fenster durch gotische ersetzt. Das dritte Fenster, das dem Eingang am nächsten ist, wurde erst im 19. Jahrhundert ersetzt. Bei genauer Betrachtung kann man die Reste der Wandung des romanischen Fensters noch sehen. Die Nordseite hat bis zum heutigen Zeitpunkt romanische Fenster.

### Barock
Die Umbauten erfolgten nur im Inneren der Kirche. Äußerlich wurde bis auf den Einbau eines Dachfensters nichts verändert. Während dieser Epoche wurden zwei übereinander liegende Emporen, mit der dazugehörenden Treppe an der Nord- und Westseite eingebaut. Die Decke des Kirchenschiffes wurde durch ein hölzernes Tonnengewölbe ersetzt und somit der Einbau einer Orgel im Jahr 1724 ermöglicht. Es erfolgten die Einbauten im Chorraum (z. B. Beichtstuhl) und der Einbau der Kanzel.

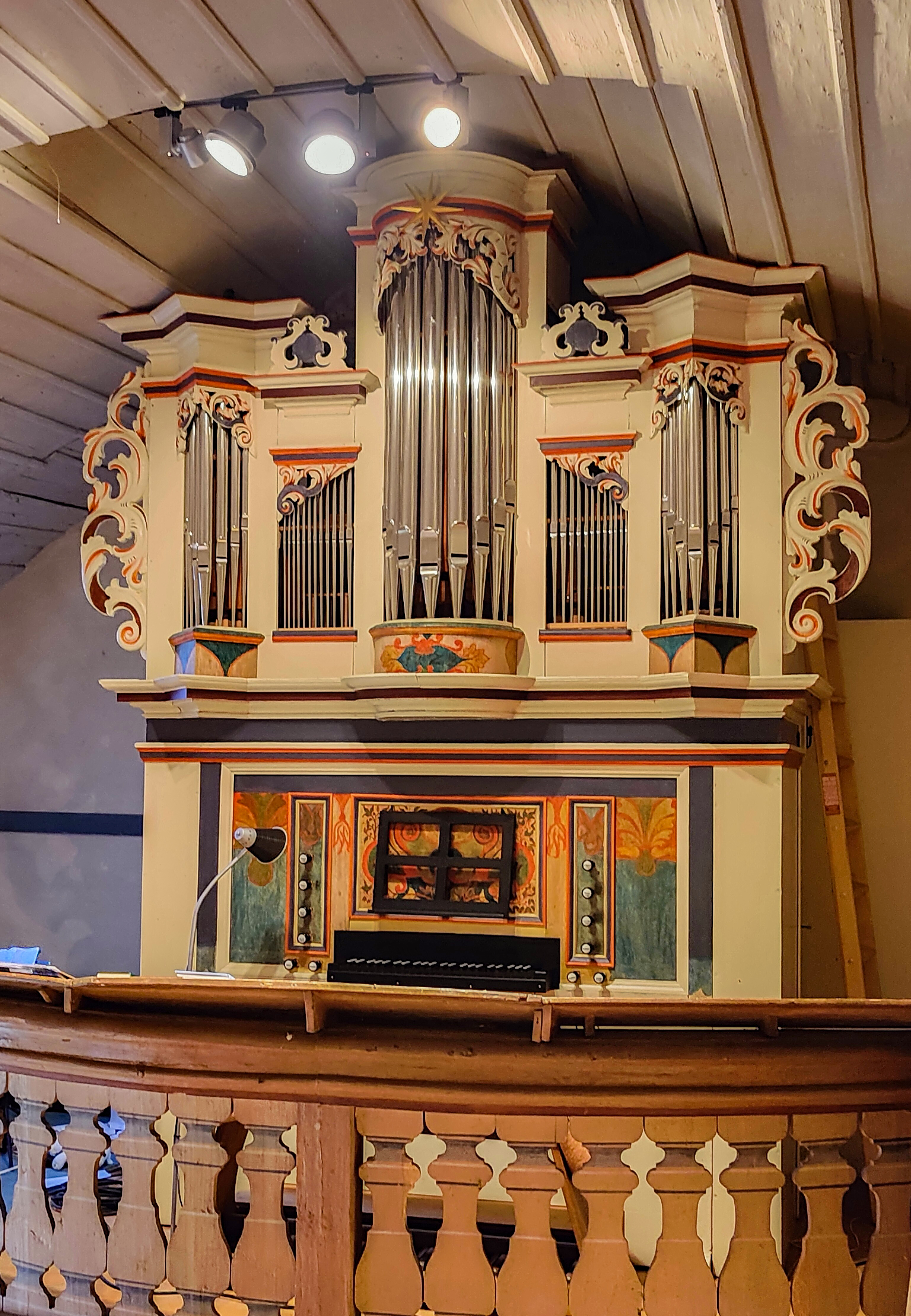
Orgel
Die Orgel hat acht Register auf einem Manual und Pedal und ist ein Werk von Johann Georg Franke aus dem Jahr 1724. Sie wurde nach späterem Umbau auf zwei Manuale im Jahr 2015 auf den Ursprungszustand zurückgeführt und restauriert.
Die Disposition lautet:
| Manual C–c3     |    |
| Grobgedackt     | 8′ |
| Salizional      | 8′ |
| Prinzipal       | 4′ |
| Rohrflöte       | 4′ |
| Oktave          | 2′ |
| Sesquialtera II |    |
| Mixtur III      |    |

| Pedal C–c1 |     |
| Subbaß     | 16′ |

- Koppeln: Pedalkoppel.
- Zusatzregister: Tremulant, Cimbelstern, Calcant

### Ab 1800
Im Jahre 1832 wurde die Kirche im Inneren erneuert und mit einem frischen Anstrich in weiß und blau versehen. Von dieser Renovierung ist heute nichts mehr zu sehen. Sichtbar sind jetzt Reste einer Ausmalung, die mit roter Farbe die Kreuzrippen und den Triumphbogen betonen. Möglicherweise wurde bei dieser Renovierung um 1900 das Sakramentshäuschen und seine Umrandung wieder sichtbar gemacht. 1907 stiftete Fam. Mahler zwei Buntglasfenster anlässlich der Konfirmation ihrer Tochter. Im linken Fenster ist die Taufe Jesus, im rechten die Feier des Abendmahls zu sehen. 1976 wurden die untere Empore an der Südseite, die Kanzel, das Gestühl im Chorraum und ein Teil der Bänke entfernt. 1995/96 wurde das Dach der Kirche erneuert.

## Glocke
„Noch ist das Sehenswerte dieser Kirche nicht erschöpft. Auf dem Turme hängen nämlich drei interessante Glocken, von welchen die zweitgrößte ihres Alters und ihrer idealen Form wegen die bedeutendste ist.“ (Heimatkalender, 1909)
Von den ehemals drei Glocken ist heute nur noch die mittlere und älteste Glocke erhalten. Die Inschrift der Glocke zeigt das Jahr 1010, es ist allerdings nicht gesichert, ob es sich dabei um das Jahr der Herstellung der Glocke handelt.